# نامجیلین بایارسایخان
نامجیلین بایارسایخان (مغولی: Намжилын Баярсайхан؛ زادهٔ ۱۰ اوت ۱۹۶۵) ورزشکار بوکس اهل مغولستان است.
وی در مسابقات کشوری و بین‌المللی در مجموع برندهٔ ۲ مدال طلا، ۱ مدال برنز شده‌است.